# جيمي ماكدونا
جيمي ماكدونا (بالإنجليزية: Jamie McDonagh)‏ (8 مايو 1996 في المملكة المتحدة - ) هو لاعب كرة قدم بريطاني في مركز جناح ‏. لعب مع شيفيلد يونايتد.

## وصلات خارجية
- جيمي ماكدونا على موقع قاعدة بيانات كرة القدم.إي يو (الإنجليزية)
- جيمي ماكدونا على موقع Soccerbase.com (لاعب) (الإنجليزية)
- جيمي ماكدونا على موقع Soccerway.com (الإنجليزية)